# 27 Dresses

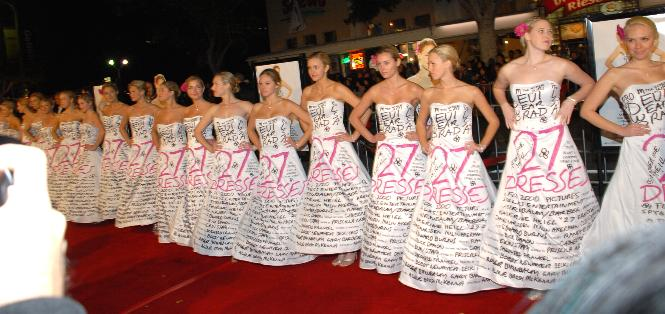
Bei der Premiere von "27 Dresses" am 7. Januar 2008

27 Dresses ist eine romantische US-amerikanische Komödie aus dem Jahr 2008 mit Katherine Heigl in der Hauptrolle. Regie führte Anne Fletcher, das Drehbuch schrieb Aline Brosh McKenna.

## Handlung
Die beruflich erfolgreiche Jane Nichols war bereits auf 27 Hochzeiten ihrer Freundinnen als Brautjungfer und Organisatorin. In ihrem eigenen Leben hingegen gibt es keinen Mann, jedoch wird zu Beginn des Films deutlich, dass sie seit Jahren in ihren Chef George verliebt ist. An einem Abend, an dem Jane zwischen zwei Hochzeiten pendelt, wird der Zeitungsreporter Kevin auf sie aufmerksam. Was Jane nicht weiß, ist, dass Kevin die Hochzeitskolumne schreibt, die sie seit Jahren sammelt und dessen Autor sie sich als märchenhaften Romantiker erträumt. Da sich Kevin jedoch nicht als romantischer Hochzeitsreporter, sondern als Zyniker zu erkennen gibt, lässt Jane ihn abblitzen.
Als Janes jüngere Schwester Tess aus Europa zurückkehrt und vor Janes Augen mit George eine Beziehung beginnt, soll diese wiederum Brautjungfer und Organisatorin sein. Jane unterdrückt ihre Gefühle zu George weiterhin und willigt ein, ihrer Schwester bei der Organisation zu helfen. Frustriert darüber, geht sie auf die vielen Avancen Kevins ein und trifft sich mit ihm, der so von der geplanten Hochzeit ihrer Schwester erfährt. Ein weiteres Problem ist, dass Tess von ihrer Schwester unter anderem erfährt, dass George Wandern liebt und Vegetarier ist. Denn daraufhin spielt sie ihm vor, ebenfalls gerne zu wandern und kein Fleisch zu essen, obwohl das nicht stimmt.
Kevin ruft Tess an und verspricht ihr, einen Artikel über ihre Hochzeit zu verfassen. In Wahrheit verfolgt er jedoch das Ziel, mit Hilfe eines Artikels über die „ewige Brautjungfer“ Jane endlich aus der Hochzeitsredaktion in eine höhere Position aufzusteigen. Er benutzt die Recherche zu seinem Artikel über Tess’ Hochzeit, um Material über Jane zu sammeln, beispielsweise bei einem persönlichen Interview mit Jane, bei dem er auch Fotos von ihr in ihren 27 Brautjungfern-Kleidern macht. Er findet außerdem heraus, dass Jane Gefühle für George hegt und diese lange Zeit unterdrückt hat. Er stachelt sie dazu an, endlich einmal zu agieren und nicht nur immer für andere da zu sein. Im Zuge der weiteren Hochzeitsvorbereitungen und eines Autounfalls während einer verregneten Nacht verbringen Kevin und Jane einen gemeinsamen Abend in einer Bar. Sie kommen sich beim ausgelassenen Feiern näher und verbringen die Nacht im Auto, wobei sich beide ineinander verlieben. Zeitgleich erscheint jedoch ungewollt Kevins Artikel über Jane in der Hochzeitskolumne. Diese fühlt sich ausgenutzt und bricht den Kontakt zu Kevin ab.
Als Tess das Brautkleid der Mutter zerschneiden lässt, was Jane emotional trifft, fasst Jane den Entschluss, nicht weiter altruistisch zu handeln, und wirft ihrer Schwester puren Egoismus vor, gefolgt von der Tatsache, die Beziehung zu George auf Lügen aufzubauen. Bei der Verlobungsfeier von Tess und George stellt Jane ihre Schwester daraufhin als Heuchlerin in einer Diashow bloß, woraufhin George die Hochzeit absagt. Kevin entschuldigt sich bei Jane und wird aufgrund seiner erfolgreichen Story befördert. Später versöhnen sich die Schwestern, und auch George ist Jane dankbar, ihn vor einer unüberlegten Hochzeit bewahrt zu haben. Sie gesteht ihm ihre jahrelange Liebe, doch beide stellen bei einem gemeinsamen Kuss fest, dass sie nicht füreinander geschaffen sind. Vielmehr gesteht Jane sich ein, dass sie in Wahrheit den Zyniker Kevin liebt. Sie sucht ihn auf einer weiteren Hochzeit auf, bei der Kevin letztmals als Hochzeitsreporter tätig ist. Sie gesteht ihm ihre Liebe, und die beiden werden ein Paar.
Ein Jahr später heiraten Jane und Kevin, und auf der Hochzeit versöhnen sich George und Tess. Als Brautjungfern fungieren alle 27 verheirateten Freundinnen Janes in den entsprechenden Kleidern.

## Hintergrund
Drehorte für den Film waren New York City und verschiedene Orte im US-Bundesstaat Rhode Island. Der Film wurde von Fox 2000 Pictures und Spyglass Entertainment produziert. Bei einem Produktionsbudget von 30 Mio. US-Dollar spielte er weltweit über 160 Mio. US-Dollar ein. Nachdem er in Deutschland am 14. Februar 2008 startete, wurde er von 758.039 Kinobesuchern gesehen.

## Kritiken
Joe Leydon schrieb in der Zeitschrift Variety vom 2. Januar 2008, die romantische Komödie sei „witzig und formelhaft“ sowie „angenehm vorhersehbar“. Sie sei das erste „Starvehikel“ für Katherine Heigl, die einnehmend wirke.
Michael Rechtshaffen schrieb in der Zeitschrift The Hollywood Reporter, die „uninspirierte“ romantische Komödie leihe zahlreiche Elemente aus anderen Filmen und recycle Gefühle und leere Attitüden. Rechtshaffen lobte lediglich die „grandiose“ („terrific“) Katherine Heigl, die von der Kamera geliebt zu sein scheine und eine vielversprechende Filmkarriere erwarten könne. Es gebe jedoch keine Chemie zwischen Heigl und Marsden.

„Konventionelle romantische Komödie, angesiedelt in einer märchenhaften Mädchenwelt, in der Humor und nachvollziehbare Gefühle Mangelware sind.“

„Im Vergleich zu Katherine Heigls Überraschungshit Beim ersten Mal präsentiert sich dieser bunte Brautstrauß recht bieder. Aber herzig. […] Etwa so originell wie ein Brautkleid in Weiß. Aber Katherine Heigls Charme kann man nicht widerstehen.“

„Das ist gutes Material, das leider viel zu oberflächlich erzählt wird. Vielleicht hätten sich die Produzenten ein paar Folgen von Grey’s Anatomy ansehen sollen – ein wenig mehr Drama und emotionale Ernsthaftigkeit hätte der Komödie definitiv gut getan. Andererseits wollten die Macher 27 Dresses aber vielleicht auch genau so haben, wie er ist: schön bunt, leidlich unterhaltsam und ohne jegliche Nachwirkung.“

„27 Dresses ist eine dieser bemerkenswerten Hollywood-Romanzen, die ohne eine einzige originelle Idee auskommen und trotzdem ganz ordentlich unterhalten. Das liegt weniger an Anne Fletchers träger Regie oder der trutschigen Geschichte um eine ewige Brautjungfer, die in bemitleidenswerter Verzweiflung daran arbeitet, endlich ihre eigene Hochzeit auszurichten. Aus der Mittelmäßigkeit hebt den Film einzig die hinreißende Hauptdarstellerin Katherine Heigl (Grey’s Anatomy), die hier eindrucksvoll ihre Starqualitäten beweist.“

## Synchronisation
Die deutsche Synchronisation entstand nach einem Dialogbuch von Marius Clarén unter einer Dialogregie von Oliver Rohrbeck im Auftrag der Interopa Film GmbH Berlin.
| Rolle            | Darsteller/in                                  | Synchronsprecher/in                                   |
| ---------------- | ---------------------------------------------- | ----------------------------------------------------- |
| Jane Nichols     | Peyton List (jung) Katherine Heigl (erwachsen) | Katharina Ritter (jung) Antje von der Ahe (erwachsen) |
| Casey            | Judy Greer                                     | Tanja Geke                                            |
| Kevin Doyle      | James Marsden                                  | Timmo Niesner                                         |
| Maureen          | Melora Hardin                                  | Andrea Aust                                           |
| George           | Edward Burns                                   | Peter Flechtner                                       |
| Tess Nichols     | Malin Åkerman                                  | Ursula Hugo                                           |
| Gina             | Krysten Ritter                                 | Anja Stadlober                                        |
| Trent            | Maulik Pancholy                                | Ozan Ünal                                             |
| Bar-Typ          | Michael Mosley                                 | Olaf Reichmann                                        |
| Boathouse-Koch   | Ron Simsons                                    | Tim Moeseritz                                         |
| Hal              | Brian Kervin                                   | Bodo Wolf                                             |
| Priester         | Richard O’Rourke                               | Peter Groeger                                         |
| Priesterin       | Marilyn L. Costello                            | Luise Lunow                                           |
| Pedro            | David Castro                                   | Sebastian Kluckert                                    |
| Rabbi            | Bern Cohen                                     | Reinhard Scheunemann                                  |
| Shari Rabinowitz | Erin Fogel                                     | Victoria Sturm                                        |
| Suzanne          | Danielle Skraastad                             | Gundi Eberhard                                        |
| Taxifahrer Ziggi | Michael Paul                                   | Oliver Rohrbeck                                       |

## Auszeichnungen
- 2008: EDA Special Mention Award in der Kategorie „Hall of Shame“
- 2008: Golden Trailer Award in der Kategorie „Best Romance TV Spot“
- 2008: Golden Trailer Award in der Kategorie „Best Romance Poster“
- 2008: nominiert für den Golden Trailer Award in der Kategorie „Best Romance“
- 2008: Teen Choice Award in der Kategorie „Choice Movie: Chick Flick“
- 2008: nominiert für den Teen Choice Award in der Kategorie „Choice Movie Actor: Comedy“
- 2009: People’s Choice Award in der Kategorie „Favorite Movie Comedy“[12]